# Krasnosel'skaja
Krasnosel'skaja (in russo Красносе́льская?) è una stazione della Metropolitana di Mosca, situata sulla Linea Sokol'ničeskaja. La stazione fece parte della prima sezione della metropolitana della capitale russa, ed è situata sotto via Krasnoprudnaja, ad est dell'incrocio con via Krasnosel'skaja.
La parte della Linea Sokol'ničeskaja tra Sokol'niki e Komsomol'skaja fu costruita sotto via Krasnoprudnaja, utilizzando il metodo "scava e copri". I lavori di costruzione iniziarono nella primavera del 1933 e la stazione aprì insieme al resto della linea il 15 maggio 1935.
Il traffico di passeggeri previsto a Krasnosel'skaja era relativamente basso, pertanto la costruzione fu costruita con una banchina più stretta rispetto alle altre fermate della stessa linea. La stazione presenta una fila di dieci colonne, ricoperte di marmo di Crimea rosso e giallo. Le mura sono rifinite in piastrelle di ceramica rosse e gialle, intervallate da pilastri in cemento. Gli architetti della stazione furono B.S. Vilenskiy e V.A. Yershov.
Krasnosel'skaja aveva inizialmente un ingresso progettato a ogni lato della vanchina, ma solo quello occidentale, situato nell'angolo nord-orientale di via Krasnoprudnaja e via Krasnosel'skaja, fu effettivamente costruito. Nel 2005 il pavimento piastrellato originale dell'ingresso fu sostituito con marmo dello stesso colore.